# 北爪宏幸
北爪 宏幸（きたづめ ひろゆき、1961年7月24日 - ）は、日本のアニメーター、キャラクターデザイナー、漫画家。東京都目黒区出身。東京デザイナー学院アニメ科（現：専門学校東京クールジャパン）卒業。
1980年代後半を代表するキャラクターデザイナーの一人。代表作は『機動戦士ガンダムΖΖ』『機動戦士ガンダム 逆襲のシャア』『モルダイバー』など。

## 略歴
東京都立駒場高等学校卒業。高校生の時は理科系の大学への進学を目指していたが、「何となく大学に行ってサラリーマンになる」ことに抵抗感を持ったことから、進路を美術系に転換。美術大学を目指すも、試験日になって病気になったことから試験を半分しか受けられず、他の美術大学の試験も間に合わなかったことで失敗。ちょうどそんなときに『機動戦士ガンダム』を観て「アニメーターも面白いかも」という気持ちになってアニメーターになろうと、東京デザイナー学院へ進学。卒業すると、アニメ映画『さらば宇宙戦艦ヤマト 愛の戦士たち』を見て「うまい人だ」と感じたという同作の作画監督だった湖川友謙が主宰する作画スタジオ・ビーボォーへ入社。専門学校時代はロボットアニメ嫌いだったが、以後は湖川の下で日本サンライズのロボットアニメへの参加を続ける。劇場版『伝説巨神イデオン』、テレビアニメ『戦闘メカ ザブングル』での動画を経て、1983年の『聖戦士ダンバイン』から原画へ昇格する。1984年の『重戦機エルガイム』では月に1度のペースで作画監督を任せられるようになると同時に、登場キャラクターのリリス・ファウでキャラクターデザインを初めて経験する。
1985年のテレビアニメ『機動戦士Ζガンダム』では、作画監督の中心として活躍。キャラクターデザイナーの安彦良和に代わってアニメ雑誌の表紙イラストを描き、その年に発売された月刊アニメ雑誌72冊中12冊の表紙を描く記録を残している。続く『機動戦士ガンダムΖΖ』『機動戦士ガンダム 逆襲のシャア』ではキャラクターデザインを担当し、人気アニメーターの地位を築き上げる。1987年に『機動戦士ガンダムΖΖ』の登場キャラクター、ジュドー・アーシタとエルピー・プルで、第4回日本アニメ大賞ファン大賞の男性キャラクター賞と女性キャラクター賞を受賞。『機動戦士ガンダムΖΖ』以降は、『ロボットカーニバル』『デジタル・デビル物語 女神転生』などOVAが仕事の中心となった。
『重戦機エルガイム』放映中の1984年秋にはビーボォーから独立し、仲間6人で結成した作画スタジオ「有限会社スタジオぱっく」の社長を務めた。資本金100万円のうち半分を北爪が出資し、彼の他に越智博之、仲盛文、本猪木浩明、岩滝智といった面々が集った。さらに同じくビーボォーのメンバーだった大森英敏らのメンバーと合流した後、1987年3月には「スタジオぱっく」を改組し「株式会社アトリエ戯雅」を設立。社名の由来は『鳥獣戯画』と「ギガ」であるという。1987年のOVA『レリックアーマーLEGACIAM』が戯雅の第1回作品となったが、作品的にも商業的にも失敗して多額の負債を背負うことになり、この作品のみで解散。長きに渡りAICに籍を置き、負債の返済にあたった。
2001年以降は漫画家として活動しており、『ガンダムエース』誌にて「ガンダムシリーズ」を題材にした漫画『機動戦士ガンダム C.D.A. 若き彗星の肖像』『機動戦士Ζガンダム Define』を連載している。

## 参加作品

### テレビアニメ
- 聖戦士ダンバイン（1983年、作画監督）
- 重戦機エルガイム（1984年、作画監督）
- 機動戦士Ζガンダム（1985年、作画監督）
- 機動戦士ガンダムΖΖ（1986年、キャラクターデザイン・作画監督）
- ロードス島戦記-英雄騎士伝-（1998年、作画監督）
- トラブルチョコレート（1999年、デザイン監修）

### 劇場アニメ
- 機動戦士ガンダム 逆襲のシャア（1988年、キャラクターデザイン・作画監督）
- ドラゴンボールZ 超サイヤ人だ孫悟空（1991年、原画）
- ああっ女神さまっ（2000年、原画）
- 宇宙戦艦ヤマト 復活篇（2009年、作画監督）

### OVA
1987年
- デジタル・デビル物語 女神転生（キャラクターデザイン）
- レリックアーマーLEGACIAM（原作・監督・キャラクターデザイン）
- ロボットカーニバルの一編（原作・監督・キャラクターデザイン・作画監督）

1988年
- 遠山桜宇宙帖 奴の名はゴールド（キャラクターデザイン・作画監督・原画）
- 竜世紀（キャラクターデザイン・絵コンテ・作画監督）

1989年
- 魔龍戦紀（作画監督補）
- メガゾーン23III イヴの目覚め/開放の日（キャラクターデザイン・作画監督）

1990年
- A.D.POLICE（作画監督）
- 冒険!イクサー3（作画監督）
- 緑野原迷宮（原画）

1991年
- 孔雀王3 櫻花豊穣（作画監督協力）

1992年
- 創世機士ガイアース（監督・キャラクターデザイン）
- BASTARD!! -暗黒の破壊神-（キャラクターデザイン）

1993年
- モルダイバー（原案・監督・キャラクターデザイン）

1996年
- BURN-UP W（作監補佐）
- タトゥーン★マスター（作画監督）

1998年
- 聖少女艦隊バージンフリート（キャラクターデザイン）

1999年
- 太陽の船 ソルビアンカ（作画監督・作監協力）

### 挿絵
- スパイラルゾーン（1985年 - 1986年）著：伊藤和典、キャラクターデザイン：高田明美、バンダイ『模型情報』に連載）
- デジタル・デビル・ストーリーシリーズ（1986年 - 1993年）著：西谷史、徳間書店アニメージュ文庫）
- ガイア・ギア（1987年 - 1991年、キャラクターデザイン・挿絵）著：富野由悠季、角川書店『月刊ニュータイプ』連載）
- 灼熱の竜騎兵（レッドホット・ドラグーン）（1990年 - 1993年、著：田中芳樹、富士見ファンタジア文庫）
- 灼熱の竜騎兵（レッドホット・ドラグーン）シリーズ（2002年 - 2003年、著：田中芳樹ほか、エニックス・EXノベルズ）
- オーラバトラー戦記 第6巻 軟着陸（2001年、著：富野由悠季、角川スニーカー文庫版）

### 書籍
- 機動戦士ガンダム C.D.A. 若き彗星の肖像（2001年 - 2009年、『ガンダムエース』連載）
- 機動戦士Ζガンダム Define（2011年 - 、『ガンダムエース』連載）
- 北爪宏幸画集 Characters of GUNDAM
- ライトピンク 北爪宏幸アートコレクション（徳間書店・アニメージュ文庫）1988/3/31

### ゲーム
- ロードブラスター - 原画
- デジタル・デビル物語 女神転生 - キャラクターデザイン
- ヘルファイアーS - キャラクターデザイン
- エーベルージュ - キャラクターデザイン、スペシャルキャラクターデザイン
- エーベルージュ2 - キャラクターデザイン
- 萌え萌え2次大戦（略） - キャラクターデザイン